# 四日市市立内部中学校
四日市市立内部中学校（よっかいちしりつ うつべちゅうがっこう）は、三重県四日市市波木町にある公立中学校。

## 校区
四日市市立内部小学校と四日市市立内部東小学校の校区を校区としている。

## 教育ビジョン

### 学校教育目標
「知性豊かに 心さわやか たくましく生きる」

### 目指す学校像
1. 明るく生き生きと活気に満ちた学校
2. 環境が整備された安全で清潔な学校
3. 保護者や地域から信頼される学校

## 沿革
四日市市立南中学校より分校
- 1985年（昭和60年）
  - 4月1日 - 開校
  - 4月4日 - 第1回入学式
  - 5月21日 - 開校式、校旗・校歌制定
- 2005年（平成17年）1月15日 - 20周年記念植樹
- 2006年 (平成18年)  8月25日-プレハブ校舎完成
- 2009年（平成21年）12月1日 - デリバリー給食方式開始
- 2023年（令和5年）4月17日 - 四日市市学校給食センターからの給食を開始

## 生徒数
- 1年生・171名
- 2年生・173名
- 3年生・170名

※2025年現在

## 部活動

### 運動部
- 野球部（男）
- ソフトボール部（女）
- サッカー部（男女）
- 陸上部（男女）
  - 1999年（平成11年）、女子チームが全国中学校駅伝大会出場
  - 2004年（平成16年）、男子チームが全国中学校駅伝大会出場
- ソフトテニス部（男女）
- バスケットボール部（男女）
- バレーボール部（男女）
  - 2001年（平成13年）、女子チームが全日本中学校バレーボール選手権大会出場
- 卓球部（男女）
- 柔道部（男女）

### 文化部
- 吹奏楽部（男女）
  - 2004年（平成16年）、全日本吹奏楽コンクール出場
  - 2008年（平成20年）、こども音楽コンクールで文部科学大臣奨励賞（1位）受賞
  - 2009年（平成21年）、こども音楽コンクールで文部科学大臣奨励賞（1位）受賞
- 美術部（男女）
- 家庭部（男女）
- 科学部（男女）
  - 2011年（平成23年）第59回三重生物研究発表会で三重県教育委員会賞（２位）受賞

#### 校外活動部
- 水泳・空手・バドミントン・英語などで賞を受賞。

## 卒業生の主な進学先
- 三重県立四日市高等学校
- 三重県立四日市南高等学校
- 三重県立四日市西高等学校
- 三重県立四日市工業高等学校
- 三重県立四日市中央工業高等学校
- 三重県立四日市商業高等学校
- 三重県立四日市農芸高等学校
- 三重県立桑名高等学校
- 私立鈴鹿高等学校
- 私立暁高等学校
- 国立鈴鹿高等専門学校

など

## 所在地・アクセス
三重県四日市市波木町697
- 近畿日本鉄道近鉄四日市駅から三重交通バス笹川テニス場行き終点下車、徒歩3分
- 四日市あすなろう鉄道内部駅前、内部駅前バス停から三重交通バス和無田改善センター行き貝家バス停下車、徒歩16分